# Коефіцієнт ексцесу

Графік щільності розподілу Пірсона VII типу; нескінченний ексцес (червона), 2 (синя), та 0 (чорна) криві.

Коефіцієнт ексцесу (англ. kurtosis з грец. κυρτός — кривизна) — числова характеристика розподілу ймовірностей дійсної випадкової величини, а саме, четвертий стандартизований момент. Коефіцієнт ексцесу характеризує «крутість», тобто, стрімкість підвищення кривої розподілу у порівнянні з нормальною кривою.

## Визначення
Ексцесом {\displaystyle \gamma _{2}} (за Фішером) теоретичного розподілу називають характеристику, що обчислюється за такою формулою:
{\displaystyle \gamma _{2}={\frac {\mu _{4}}{\sigma ^{4}}}-3},
де {\displaystyle \mu _{4}} — центральний момент четвертого порядку, {\displaystyle \sigma ^{2}} — дисперсія.

### Оцінка ексцесу
Оцінка ексцесу (за Фішером) {\displaystyle \gamma _{2}} дорівнює:
{\displaystyle g_{2}={\frac {k_{4}}{k_{2}^{2}}},}
де {\displaystyle k} є k-статистиками.
Дисперсія оцінки для нормального розподілу дорівнює:
{\displaystyle \mathrm {var} (g_{2})\approx {\frac {24}{N}}.}

### Коефіцієнт ексцесу Пірсона
Коефіцієнт ексцесу Пірсона {\displaystyle \beta _{2}} (англ. Pearson Kurtosis) дорівнює:
{\displaystyle \beta _{2}\equiv {\frac {\mu _{4}}{\mu _{2}^{2}}}.}

## Властивості
Для нормального розподілу {\displaystyle (\mu _{4}/\sigma ^{4})=3}; що власне і було причиною введення доданку (-3), щоб ексцес нормального розподілу дорівнював нулю.
Якщо ексцес деякого розподілу відмінний від нуля, то крива щільності цього розподілу відрізняється від кривої щільності нормального розподілу: якщо ексцес додатній, то крива теоретичного має вищу та «гострішу» вершину ніж крива нормального; якщо ексцес від'ємний, то крива теоретичного має нижчу та «плоскішу» вершину ніж крива нормального. При цьому вважається, що нормальний і теоретичний розподіли мають однакові математичні сподівання та дисперсії.